# شانون (ممثلة)
شانون (بالإنجليزية: Shannon)‏ هي مغنية وممثلة بريطانية، ولدت في 26 مايو 1998 في لندن في المملكة المتحدة.

## وصلات خارجية
- شانون (ممثلة) على موقع ميوزك برينز (الإنجليزية)